# Deutsche Gesellschaft für Plastische und Wiederherstellungschirurgie
Die Deutsche Gesellschaft für Plastische und Wiederherstellungschirurgie (DGPW) ist eine wissenschaftliche Fachgesellschaft operativ tätiger Ärztinnen und Ärzte. Die Gesellschaft versteht sich als interdisziplinäre Vereinigung mit Mitgliedern aus Chirurgie (Gefäßchirurgie, Handchirurgie, Kinderchirurgie, Thoraxchirurgie, Unfallchirurgie, Viszeralchirurgie), Gynäkologie, Hals-Nasen-Ohren-Heilkund, Mund-Kiefer-Gesichtschirurgie, Neurochirurgie, Ophthalmologie, Orthopädie, Plastischer Chirurgie und Urologie. Die DGPW ist Mitglied der Arbeitsgemeinschaft der Wissenschaftlichen Medizinischen Fachgesellschaften (AWMF).

## Ziele und Aufgaben
Laut Satzung fördert die Gesellschaft die wissenschaftliche und praktische Tätigkeit auf den Gebieten der Plastischen und Wiederherstellungschirurgie im Rahmen aller medizinischen Fachgebiete durch Austausch wissenschaftlicher Erkenntnisse und praktischer Erfahrungen und durch Anregung zu wissenschaftlichen Arbeiten auf diesem Gebiet im Inland und Ausland. Sie fördert ebenso die Fortbildung. Der Satzungszweck wird verwirklicht insbesondere durch Veranstaltung eines jährlichen Kongresses, Fachveröffentlichungen, Zusammenarbeit mit in- und ausländischen wissenschaftlichen Gesellschaften, Auszeichnung hervorragender wissenschaftlicher Arbeiten und Persönlichkeiten.

## Aktivitäten
- Arbeitsgemeinschaften: Innerhalb der Gesellschaft haben sich mehrere Sektionen gebildet. Arbeitsgebiete sind unter anderem: Craniofaciale Chirurgie, Ästhetische Chirurgie, Wehrmedizinische Wiederherstellungschirurgie und Handchirurgie.[4]
- Veranstaltungen: Die DGPK richtet Fortbildungsveranstaltungen, wissenschaftliche Symposien und eine Jahrestagung[5] aus.

## Veröffentlichungen
Die Gesellschaft veröffentlicht Stellungnahmen zu Vorgehensweisen, Maßnahmen und Standards in ihrem Fachgebiet. Hierzu gehören auch medizinische Leitlinien.

## Publikationen
Offizielles Journal der Gesellschaft ist die Zeitschrift GMS Interdisciplinary Plastic and Reconstructive Surgery.

## Ehrungen und Preise
Die Gesellschaft ernennt Ehrenmitglieder und vergibt die folgenden Preise (Stand Oktober 2024)::
- Hans-von-Seemen-Preis als ehrenvolle Auszeichnung für wissenschaftliche Verdienste um die Gesellschaft
- Heinrich Bürkle de la Camp-Medaille für Verdienste insbesondere auf dem Gebiet der medizintechnischen Entwicklung
- Karl-Schuchardt-Medaille für Leistungen auf dem Gebiet der Qualitätssicherung

Ehrenmitglieder der Gesellschaft (Stand 1. Oktober 2024):
- J. Böhler (Wien), Unfallchirurgie
- Dieter Buck-Gramcko (Hamburg), Handchirurgie
- H. Cotta (Salzburg), Orthopädie
- J. Denecke (Heidelberg) HNO-Chirurgie
- Rudy Leon De Wilde (Oldenburg), Gynäkologie
- W. Draf (Fulda), HNO
- Axel Ekkernkamp (Berlin), Unfallchirurgie
- Günther Friedebold (Berlin), Orthopädie
- Ralf-Herbert Gahr (Leipzig)
- H. Tscherne (Hannover), Unfallchirurgie
- Roland Hetzer (Berlin), Herzchirurgie
- Günther Hierholzer (Duisburg), Unfallchirurgie
- Fritz Hollwich (Oberaudorf), Ophthalmologie
- G. Kindermann (München), Gynäkologie
- L. Kinzl (Ulm), Unfallchirurgie
- W. Kley (Würzburg), HNO-Chirurgie
- J. Lang (Würzburg), Anatomie
- R. Meyer (Lausanne), HNO-Chirurgie
- Heinz Mittelmeier (Homburg/Saar), Orthopädie
- R. Muck (Mönchengladbach), Gynäkologie
- H.H. Naumann (Gräfelfing), HNO-Chirurgie
- G. Neff (Berlin), Orthopädie
- H. Neubauer (Köln), Ophthalmologie
- G. Pfeifer (Hamburg)
- Achim Prein (Dübendorf, Schweiz)
- J. Probst (Murnau), Unfallchirurgie
- Rahim Rahmanzadeh (Berlin), Unfallchirurgie
- D. Riediger (Reutlingen)
- J. Rehn (Denzlingen), Chirurgie
- H.P. Richter (Günzburg), Neurochirurgie
- H. Rudolph (Hemsbünde), Chirurgie
- R. Schmelzle (Hamburg), MKG-Chirurgie
- E. Schmid (Stuttgart)
- K. Schuchardt (Hamburg), MKG-Chirurgie
- N. Schwenzer (Tübingen), MKG-Chirurgie
- U. Steinau (Bochum), Plastische Chirurgie
- H. Willenegger (Bern), Chirurgie
- A.N. Witt (Gmund), Orthopädie

## Geschichte
Die DGPW wurde 1962 gegründet und ist seit 1978 Mitglied der AWMF.